# Музей природної історії Карнегі
Музей природної історії Карнегі (англ. Carnegie Museum of Natural History) розташований в Окленді — передмісті м. Пітсбург у штаті Пенсільванія. Музей заснував промисловець Ендрю Карнегі в 1896 році. Музей широко відомий у США і за кордоном, входить у першу п'ятірку науково-природничих музеїв США, містить 20 залів з експозиціями.
У музеї представлені скелети диплодока, тираннозавра, овіраптора, фрутафоссор, череп Samson та ін. Це одна з найкращих колекцій скелетів динозаврів у світі.
Серед інших експозицій:
- Зал мінералів Гіллмана
- Зал американських індійців
- «Полярний світ» (Арктичний зал Уїкоффа)
- Староєгипетський зал Уолтона
- Геологічний зал Бенедума.

У 1956 році при музеї організовано Біологічну станцію Паудермілл (Powdermill Nature Reserve), призначену для польових досліджень популяцій тварин.

## Фототека

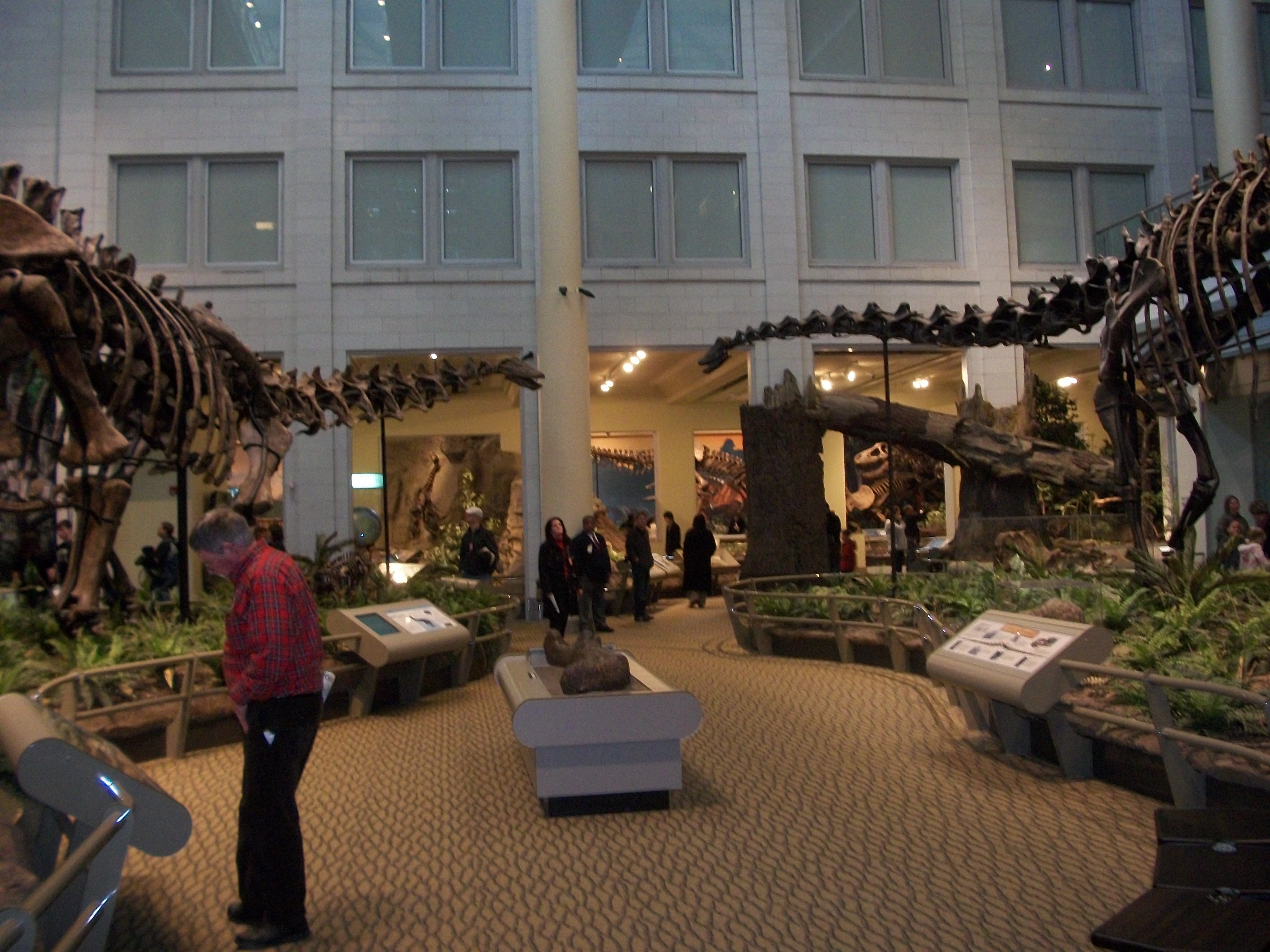
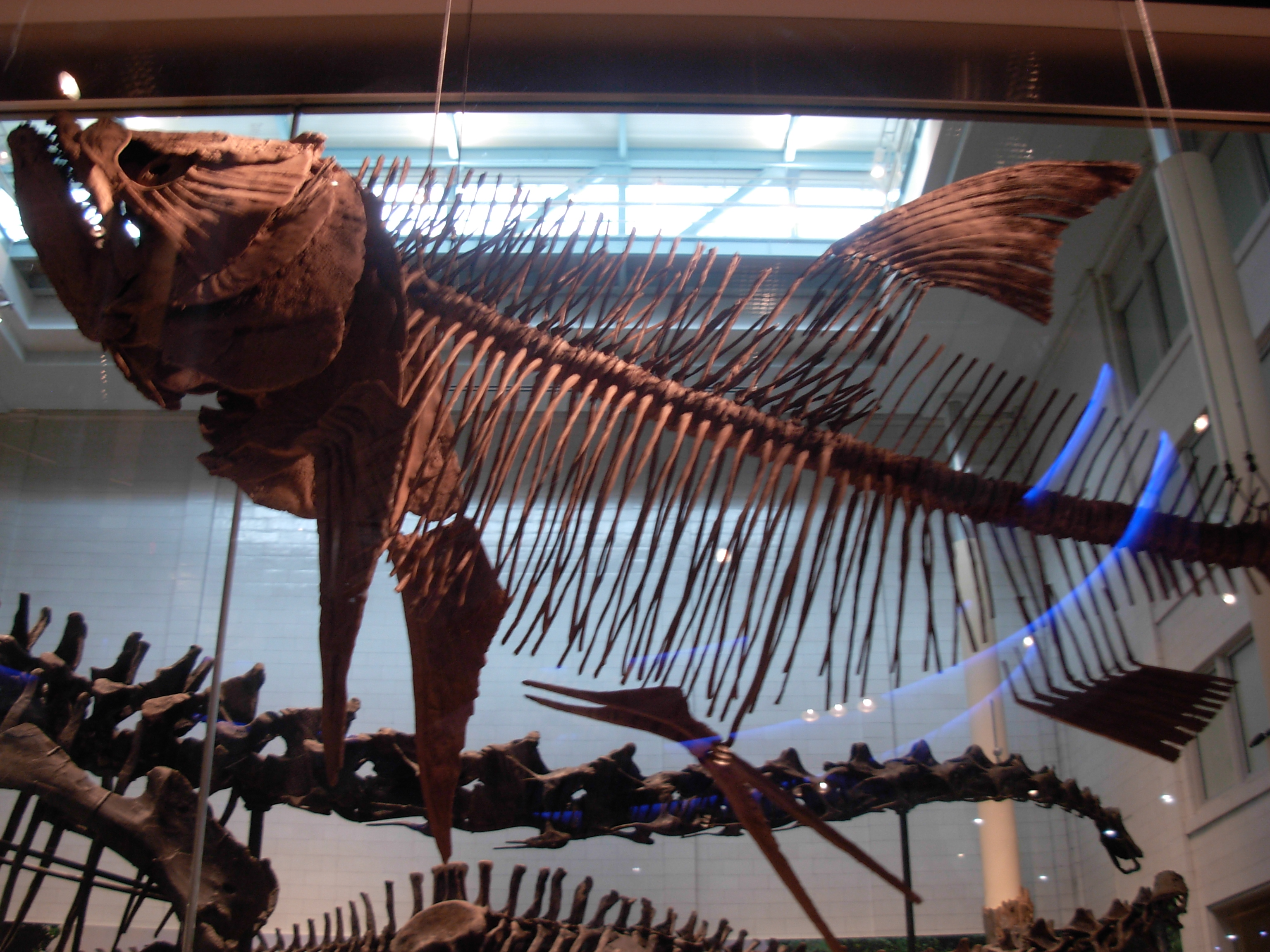
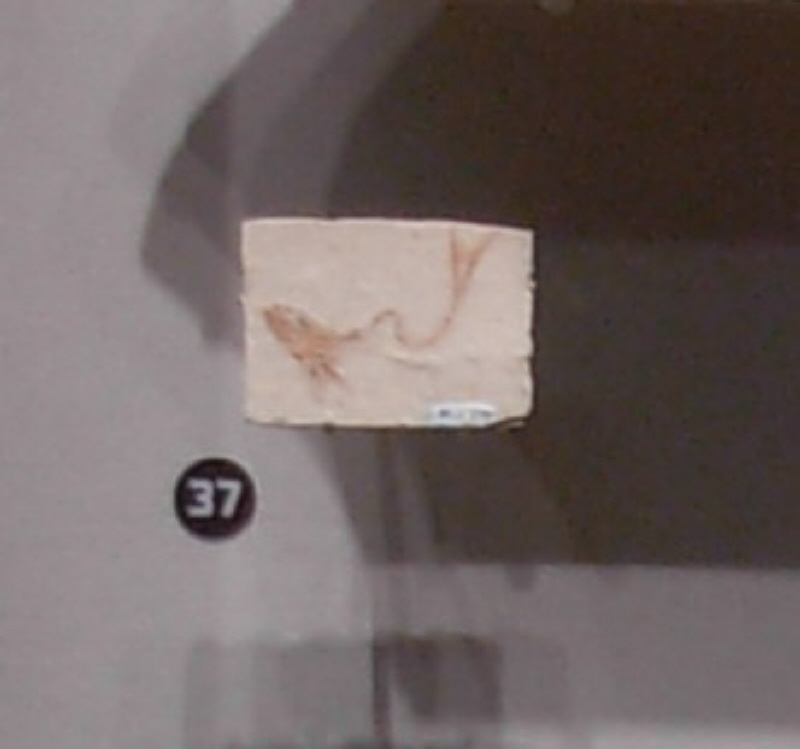
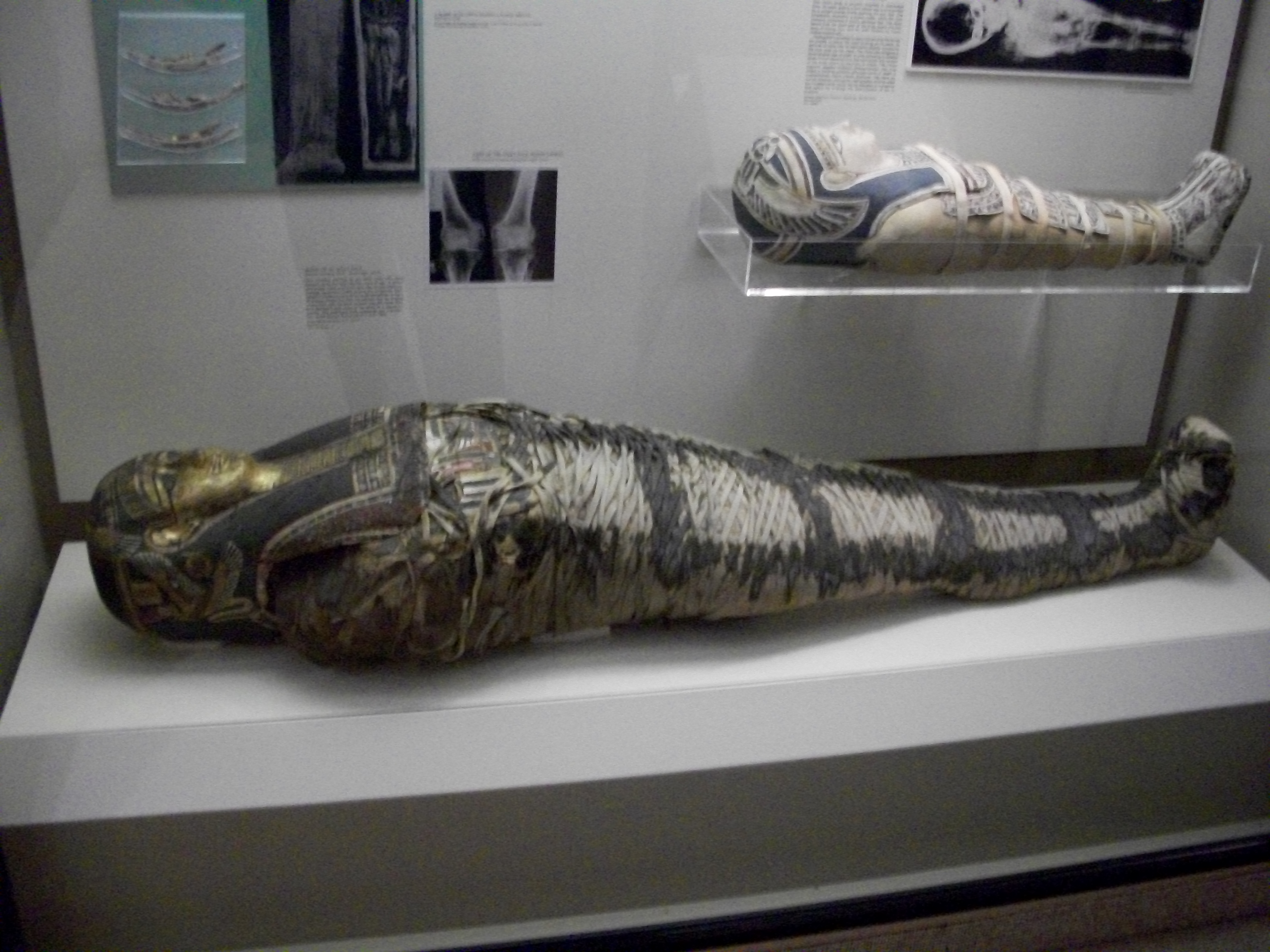